# Aurélien Boivin
Pour les articles homonymes, voir Boivin.
Aurélien Boivin (né à Saint-Edmond-les-Plaines le 18 juillet 1945) est un professeur de littérature et essayiste québécois. Il est professeur titulaire au Département des littératures de l'Université Laval où il enseigne la littérature québécoise.
Membre du Centre de recherche interuniversitaire sur la littérature et la culture québécoises (CRILCQ), il travaille depuis plusieurs années avec l'équipe dirigée par Maurice Lemire à la rédaction du Dictionnaire des œuvres littéraires du Québec et il a contribué aux premiers tomes de La Vie littéraire au Québec. Il a été nommé chevalier de l'Ordre des Palmes académiques du gouvernement français en 1996. En mai 1998, il a reçu la décoration de l'Ordre des francophones d'Amérique. Il est également membre de la Société royale du Canada depuis 1998.

## Prix et distinctions
- 1978 - Prix Air Canada
- 1996 -  Chevalier de l'ordre des Palmes académiques du gouvernement français
- 1998 - Membre de la Société royale du Canada
- 1998 - Ordre des francophones d'Amérique
- 2001 -  Officier de l'Ordre national du Québec
- 2011 - Prix de L'Institut Canadien de Québec[2]